# 1789

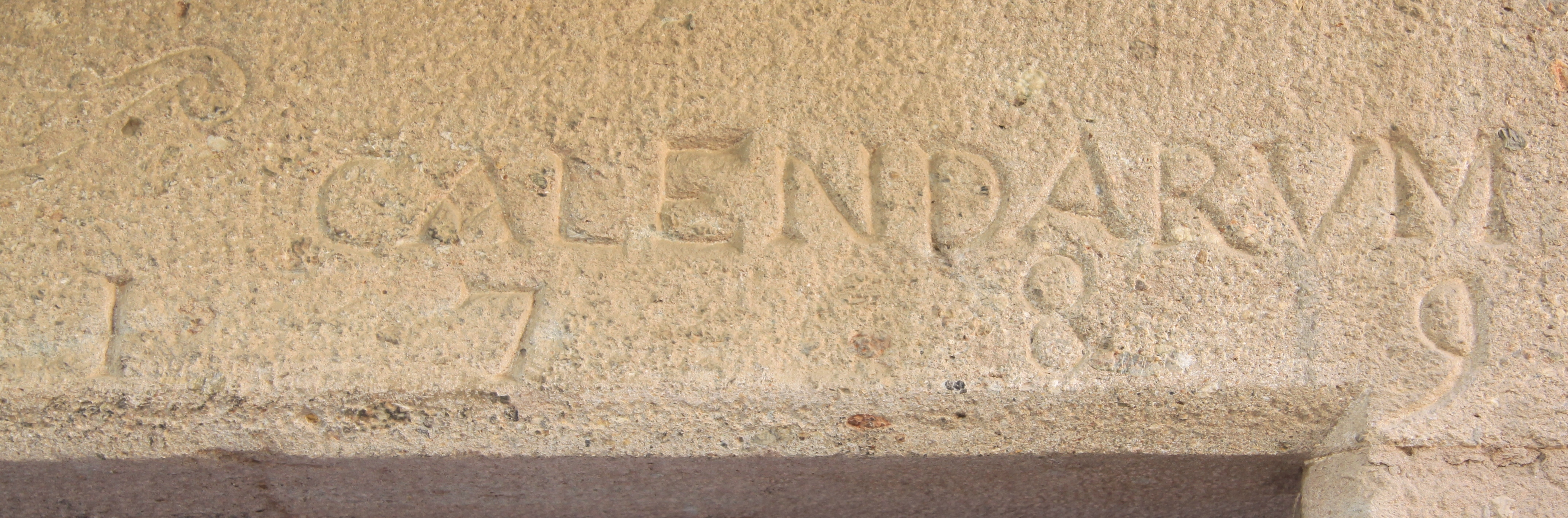
Llinda d'una casa del carrer del Pont de Santa Pau

Mapa simplificat d'Europa abans de la Revolució Francesa del 1789.

## Esdeveniments
Països Catalans
- 12 de febrer - Barcelona: s'hi esdevenen els aldarulls coneguts com els "rebomboris del pa".
- Protestes a la Plaça de la Llana de Barcelona per la pujada dels preus dels productes de primera necessitat.

Món
- 4 de març - Nova York (EUA): el primer Congrés dels Estats Units hi proclama la nova Constitució.
- 28 d'abril - Oceà Pacífic: es fa el Motí del Bounty entre la tripulació del vaixell HMS Bounty de la Royal Navy britànica.
- 14 de juliol - París (França): els revolucionaris assalten la Bastilla i n'alliberen els presos.[1]
- 26 d'agost - França: Es publica la "Declaració dels drets de l'home i del ciutadà".
- 22 de setembre - Valàquia: Té lloc la batalla de Rymnik entre l'exèrcit otomà i l'aliança ruso-austríaca
- 3 d'octubre - Estats Units: George Washington proclama el primer Dia d'acció de gràcies.[2]

## Naixements
Països Catalans
- 24 d'octubre, Tàrrega: Ramon Carnicer i Batlle, compositor català d'òpera, mestre de música i l'autor de l'himne nacional de Xile.
- 25 de novembre, Mataró: Miquel Biada, promotor i artífex del ferrocarril Barcelona-Mataró

Resta del món
- 17 de febrer, Seraing, Principat de Lieja): Mathieu Brialmont, militar francès, neerlandès i belga i ministre belga.
- 3 de juny, Passyː Fanny Bias, ballarina francesa pionera de la dansa «en punta».[3]
- 15 de setembre, Burlington, Nova Jersey, EUA: James Fenimore Cooper, novel·lista estatunidenc del Romanticisme[4]
- 5 d'octubre, Whitby, Yorkshire, Anglaterra: William Scoresby, científic i explorador anglès [5]
- 14 de desembre, Varsòvia: Maria Szymanowska, compositora i pianista virtuosa polonesa del segle XIX [6]

## Necrològiques

#### Països Catalans
- 28 de maig - Barcelona: Josepa Vilaret, veïna barcelonina, activa en els Rebomboris del pa, detinguda, sentenciada a mort i executada a la forca.[7]

#### Món
- 6 d'octubre - Londres: Cecilia Young, soprano anglesa, vinculada a la música de Händel.[8]
- 20 de novembre - Maó: Giuseppe Chiesa Baratti, primer pintor professional establert a Menorca, iniciador de l'escola de pintura de Maó.